# Gliese 777 c
Gliese 777 c, también conocido como Gliese 777 Ac o simplemente HD 190360 c, es un planeta extrasolar situado a unos 52 años luz de distancia, en la constelación Cygnus. El planeta fue descubierto orbitando la estrella primaria de Gliese 777 a una distancia de 0,128 UA, en junio de 2005 usando el método de la velocidad radial. En su momento fue llamado " el planeta extrasolar más pequeño descubierto ", que actualmente ya no lo es. Con una masa 18 veces mayor que la de la Tierra, es probable que sea un Neptuno caliente o un planeta terrestre gigante (una supertierra).